# Дости, Ален
Ален Дости (фр. Alain Dostie; род. 12 сентября 1943, Квебек) — канадский кинооператор.

## Биография
Окончил Монреальский университет. Начинал ассистентом кинооператора в 1963 году. С 1967 года снимал короткометражные и документальные ленты. После 1968 года работал оператором на нескольких фильмах Дени Аркана. Наибольшую известность и высокие оценки критиков получила его работа в фильмах 1990-х — 2000-х годов: «Исповедь», «Красная скрипка», «Шёлк».

## Избранная фильмография
- 1972: Проклятые деньги / La maudite galette (Дени Аркан)
- 1973: Режанна Падовани / Réjeanne Padovani (Дени Аркан)
- 1975: Джина / Gina (Дени Аркан; выступал также как соавтор сценария)
- 1982: Комфорт и безразличие / Le Confort et l’indifférence (Дени Аркан)
- 1987: Безумцы из Бассана / Les fous de Bassan (Ив Симоно по роману Анны Эбер, номинация на премию «Джини» за лучшую операторскую работу)
- 1989: В животе дракона / Dans le ventre du dragon (Ив Симоно)
- 1991: Полностью вменяемый / Perfectly Normal (Ив Симоно)
- 1993: Тридцать две короткие истории о Гленне Гульде / Thirty Two Short Films About Glenn Gould (Франсуа Жирар, премия «Джини» за лучшую операторскую работу)
- 1995: Исповедь / Le confessionnal (Робер Лепаж, номинация на премию «Джини»)
- 1998: Красная скрипка (Франсуа Жирар, премия Джини, премия «Жютра»)
- 2000: Нюрнберг / Nuremberg (Ив Симоно, телесериал, номинация на премию «Джемини»)
- 2002: 15 февраля 1839 года / 15 février 1839 (Пьер Фалардо, номинация на премию «Жютра»)
- 2007: Шёлк / Silk (Франсуа Жирар по роману Алессандро Барикко, номинация на премию «Джини», премия «Жютра»)